# Thièvres (Pas-de-Calais)
Thièvres é uma comuna francesa na região administrativa de Altos da França, no departamento de Pas-de-Calais. Estende-se por uma área de 1,26 km². Em 2010 a comuna tinha 113 habitantes (densidade: 89,7 hab./km²).